# Cirque de Sainte-Engrâce
Le cirque de Sainte-Engrâce est un cirque naturel des Pyrénées françaises situé sur la commune de Sainte-Engrâce dans le département des Pyrénées-Atlantiques en région Nouvelle-Aquitaine.